# Урусов, Сергей Николаевич
Князь Сергей Николаевич Урусов (18 (30) мая 1816 — 1883) — статс-секретарь (1862), сенатор (1864), действительный тайный советник (1872), последний главноуправляющий Вторым отделением (1867-1881). С апреля по октябрь 1867 года управлял и Министерством юстиции.

## Биография
Старший сын князя Николая Юрьевича (1767—1821), из ярославской ветви князей Урусовых, от брака с Ириной Никитичной Хитрово (1784—1854). Шурин промышленника С. И. Мальцова. Родился в Москве, крещен 29 мая 1816 года в церкви Троицы Живоначальной в Зубове при восприемстве И. Н. Новосильцева и М. М. Коковинской.
Получив превосходное домашнее образование, в 1832 году поступил на службу в канцелярию московского губернатора. Выдержав затем испытания в Московском университете «в науках, составляющих курс учения словесного факультета», получил право на производство в чин по гражданскому ведомству. Первое время С. Н. Урусов занимался расследованием преступлений, а в 1838 году перешёл на службу во 2-е отделение Собственной Его Императорского Величества канцелярии. Спустя пять лет его причислили к департаменту Министерства юстиции, где он был полностью поглощён делами Московского сенатского архива.
В 1845 году получил назначение в Правительствующий сенат на должность обер-секретаря департамента. По словам современников, молодой юрист «умел с одинаковой ловкостью излагать по одному и тому же делу мнение большинства и меньшинства сенаторов и согласительное предложение обер-прокурора».
В феврале 1852 года С. Н. Урусов становится камер-юнкером Двора Его Императорского Величества и с этого времени его карьера пошла более успешно. Вначале он попал за обер-прокурорский стол, а затем возглавил духовно-учебное управление при Святейшем синоде и стал членом главного управления цензуры духовного ведомства. Вместе с новым назначением ему жалуют чин действительного статского советника и придворное звание камергера. В 1861—1862 годах С. Н. Урусов исполнял обязанности товарища обер-прокурора Синода и статс-секретаря императора. В 1864 году он был утверждён в должности и произведён в тайные советники, а позднее стал сенатором и государственным секретарём. Одновременно Сергей Николаевич успешно трудился в целом ряде обществ и комитетов.
В начале 1867 года С. Н. Урусов был назначен главноуправляющим Вторым отделением Собственной Его Императорского Величества канцелярии, а 16 апреля без освобождения от этой должности — управляющим Министерством юстиции и членом Государственного совета. Смена министров произошла в то время, когда судебная реформа только начиналась и были открыты всего два округа — Петербургской и Московской судебных палат.
Князь Урусов, хотя и слыл высоко эрудированным и умным человеком, всё же не обладал той широтой кругозора, которая была присуща Д. Н. Замятнину. Главное же его отличие от предшественника заключалось в том, что он был человеком консервативных взглядов. А. Ф. Кони называл его одним из «вреднейших людей царствования Александра II». Князь С. Н. Урусов руководил судебными и прокурорскими органами до 15 октября 1867 года. При нём была открыта Харьковская судебная палата.
В 1872 году С. Н. Урусов производится в действительные тайные советники и, продолжая оставаться главноуправляющим Вторым отделением, становится председателем департамента законов Государственного совета. Председательствовал 25 мая 1879 года в Верховном уголовном суде, учреждённом для рассмотрения дела А. К. Соловьева, покушавшегося на жизнь императора Александра II.
В 1881 году С. Н. Урусов по состоянию здоровья оставил пост главноуправляющего 2-м отделением, сохраняя за собой должность председателя департамента законов Государственного совета. 29 декабря 1882 года, за две недели до смерти, был освобождён от должности председателя департамента законов Государственного совета и награждён орденом Святого Андрея Первозванного.
Князь С. Н. Урусов скончался 13 января 1883 года. Похоронен в Донском монастыре в Москве.

## Награды
- Орден Святого Владимира 4-й степени (26.01.1842)
- Орден Святого Станислава 2-й степени (12.03.1843)
- Орден Святого Владимира 3-й степени (31.03.1860)
- Орден Святой Анны 1-й степени (18.04.1861)
- Орден Святого Владимира 2-й степени (01.01.1867)
- Орден Белого орла (20.04.1869)
- Орден Святого Александра Невского (28.03.1871)
- Бриллиантовые знаки к ордену Святого Александра Невского (13.04.1875)
- Орден Святого Владимира 1-й степени (01.01.1879)
- Орден Святого Андрея Первозванного (29.12.1882)

## Личная жизнь

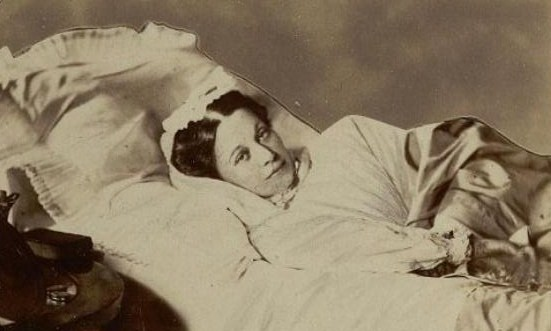
Княгиня Елизавета Петровна Урусова

Жена (с 1848 года) — княжна Елизавета Петровна Трубецкая (1825—04.05.1905), дочь князя Петра Петровича Трубецкого от первого его брака с Елизаветой Николаевной Бахметевой. По словам современника, княгиня Урусова была «ангелом по наружности» и «по характеру и доброте». Она была добрейшей женщиной, у которой было сердце и столько христианского милосердия, что главной её забота в жизни были другие, а собственная болезнь и испытания, были для неё спасением. «Кто знает, что из неё вышло бы, если бы она, с своей красотой и приветливостью, оставалась бы в свете, к которому имела большое пристрастие», — писал С. М. Сухотин. В 1860-х годах жила в Москве в доме на Пречистенке, князь Урусов приезжал иногда из Петербурга, чтобы навестить её. В это время из-за болезни она лежала постоянно в постели и гостей принимала не иначе. Детей в браке не было.